# Лоусон Тама
Стадио́н «Ло́усон Та́ма» (англ. Lawson Tama Stadium) — многофункциональный стадион в Хониаре, Соломоновы Острова, домашняя арена клубов «Косса», «Колоале» и сборной Соломоновых Островов. Используется в основном для проведения футбольных матчей. Место проведения кубка наций ОФК 2012.

## Характеристики
Сооружение вмещает 25 000 зрителей и уникально тем, что расположено у возвышающегося рядом холма с зелёной порослью, который является платформой для сидячих мест. На другой стороне поля есть места только для посетителей, которым приходится смотреть на происходящее стоя. На стадионе проводятся не только футбольные матчи, но также и различные культурно-массовые мероприятия.

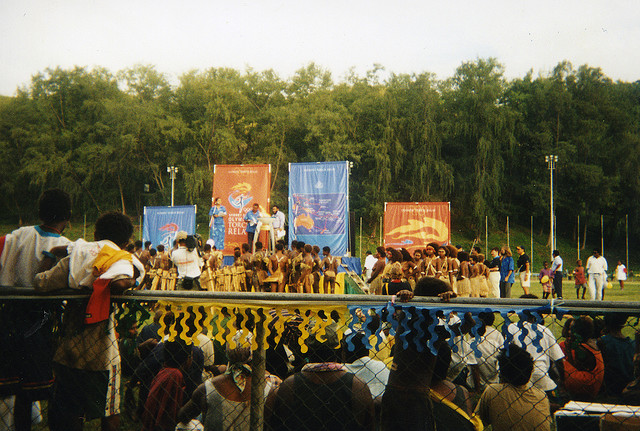
Демонстрация Олимпийского огня на стадионе «Лоусон Тама»

## История
На «Лоусон Тама» проводились матчи отборочного турнира к кубку наций ОФК 2004 в группе 1 и один матч финального турнира, а именно поединок Соломоновых Островов и Австралии (1:5), который состоялся здесь 9 октября 2004 года.
В июне 2012 года стадион принимал все матчи Кубка наций ОФК. На этом турнире победу сенсационно одержала сборная Таити, которая в финале соревнований обыграла сборную Новой Каледонии со счётом 1:0 и стала первой командой, которой кроме Австралии и Новой Зеландии удалось выиграть первенство в зоне ОФК.